# Jiangxi Women's Tennis Open
El Torneig de Nanchang o Jiujiang, oficialment conegut com a Jiangxi Women's Tennis Open, és una competició tennística professional que es disputa anualment sobre pista dura a Jiujiang, Xina. Pertany als WTA 250 del circuit WTA femení.
El torneig es va crear l'any 2014 per formar part de les sèries WTA 125K del circuit WTA en la ciutat de Nanchang. L'any 2016 fou ascendit a categoria International per formar part del circuit WTA professional. L'any 2024 es va traslladar a la ubicació actual de Jiujiang.

## Palmarès

### Individual femení
| Localització | Any               | Campiona                                          | Finalista                                         | Resultat                                          |
| ------------ | ----------------- | ------------------------------------------------- | ------------------------------------------------- | ------------------------------------------------- |
| Jiujiang     | 2024              | Viktorija Golubic                                 | Rebecca Šramková                                  | 6−3, 7−5                                          |
| Nanchang     | 2023              | Kateřina Siniaková                                | Marie Bouzková                                    | 1−6, 7−6(5), 7−6(4)                               |
| Nanchang     | 2022              | Torneig suspès a causa de la pandèmia de COVID-19 | Torneig suspès a causa de la pandèmia de COVID-19 | Torneig suspès a causa de la pandèmia de COVID-19 |
| Nanchang     | 2021              | Torneig suspès a causa de la pandèmia de COVID-19 | Torneig suspès a causa de la pandèmia de COVID-19 | Torneig suspès a causa de la pandèmia de COVID-19 |
| Nanchang     | WTA International |                                                   |                                                   |                                                   |
| Nanchang     | 2020              | Torneig suspès a causa de la pandèmia de COVID-19 | Torneig suspès a causa de la pandèmia de COVID-19 | Torneig suspès a causa de la pandèmia de COVID-19 |
| Nanchang     | 2019              | Rebecca Peterson                                  | Ielena Ribàkina                                   | 6−2, 6−0                                          |
| Nanchang     | 2018              | Wang Qiang                                        | Zheng Saisai                                      | 7−5, 4−0, retirada                                |
| Nanchang     | 2017              | Peng Shuai (2)                                    | Nao Hibino                                        | 6−3, 6−2                                          |
| Nanchang     | 2016              | Duan Yingying                                     | Vania King                                        | 1−6, 6−4, 6−2                                     |
| Nanchang     | WTA 125K          |                                                   |                                                   |                                                   |
| Nanchang     | 2015              | Jelena Janković                                   | Chang Kai-chen                                    | 6−3, 7−6(6)                                       |
| Nanchang     | 2014              | Peng Shuai                                        | Liu Fangzhou                                      | 6−2, 3−6, 6−3                                     |

### Dobles femenins
| Localització | Any               | Campiones                                         | Finalistes                                        | Resultat                                          |
| ------------ | ----------------- | ------------------------------------------------- | ------------------------------------------------- | ------------------------------------------------- |
| Jiujiang     | 2024              | Guo Hanyu Moyuka Uchijima                         | Katarzyna Piter Fanny Stollár                     | 7−6(5), 7−5                                       |
| Nanchang     | 2023              | Laura Siegemund Vera Zvonariova                   | Eri Hozumi Makoto Ninomiya                        | 6−4, 6−2                                          |
| Nanchang     | 2022              | Torneig suspès a causa de la pandèmia de COVID-19 | Torneig suspès a causa de la pandèmia de COVID-19 | Torneig suspès a causa de la pandèmia de COVID-19 |
| Nanchang     | 2021              | Torneig suspès a causa de la pandèmia de COVID-19 | Torneig suspès a causa de la pandèmia de COVID-19 | Torneig suspès a causa de la pandèmia de COVID-19 |
| Nanchang     | WTA International |                                                   |                                                   |                                                   |
| Nanchang     | 2020              | Torneig suspès a causa de la pandèmia de COVID-19 | Torneig suspès a causa de la pandèmia de COVID-19 | Torneig suspès a causa de la pandèmia de COVID-19 |
| Nanchang     | 2019              | Wang Xinyu Zhu Lin                                | Peng Shuai Zhang Shuai                            | 6−2, 7−6(5)                                       |
| Nanchang     | 2018              | Jiang Xinyu Tang Qianhui (2)                      | Lu Jingjing You Xiaodi                            | 6−4, 6−4                                          |
| Nanchang     | 2017              | Jiang Xinyu Tang Qianhui                          | Alla Kudryavseva Arina Rodiónova                  | 6−3, 6−2                                          |
| Nanchang     | 2016              | Liang Chen Lu Jingjing                            | Shuko Aoyama Makoto Ninomiya                      | 3−6, 7−6(2), [13−11]                              |
| Nanchang     | WTA 125K          |                                                   |                                                   |                                                   |
| Nanchang     | 2015              | Chang Kai-chen Zheng Saisai                       | Chan Chin-wei Wang Yafan                          | 6−3, 4−6, [10−3]                                  |
| Nanchang     | 2014              | Chuang Chia-jung Junri Namigata                   | Chan Chin-wei Xu Yifan                            | 7−6(4), 6−3                                       |